# Al Hudayda
Al Hudayda (traducida como Hodeda, Hodeida, Hudaida o Hodeidahes) es una ciudad del oeste de Yemen, en la costa del mar Rojo. Es uno de los principales puertos del país, junto con Al Mukalla y Aden.
Se ubica a unos 245 km al norte del estrecho Bab el-Mandeb, y al suroeste de la capital, Saná a unos 150 km. por una carretera pavimentada que se terminó en 1961.
Se exporta café, algodón, y productos elaborados con cuero.
Se calcula que la población del área urbana de Al-Hudayda en 2024 es de 759.157 habitantes.
En el pasado sus habitantes eran de mayoría cristiana (70 %) y minoría de judíos (30 %).[cita requerida] Hoy casi todos son musulmanes.